# Словацьких могил культура
Словацьких могил культура (словац. Skupina východoslovenských mohýl) — археологічна культура ранньобронзової доби. 
Територія поширення охоплювала передгірські, частково гірські райони Закарпаття, у міжріччі Ужа (притока Лаборця) та Латориці (притока Бодрогу; обидві басейн Дунаю; Україна, Словаччина). 
Представлена курганними могильниками, розташованими на плоскогір'ях або в болотистій, тяжко доступній місцевості. На зазначених теренах відомо більше 200 курганів культури словацьких могил. 
Могильні насипи мають діаметр 10—20 м, висоту 0,5—2 м. Поховання, кострище та супровідний інвентар залягали на рівні стародавнього горизонту. Інколи померлого клали до кам'яної скрині або до викопаної в материку ями. Поховальний обряд — скорчене тілопокладення або тілоспалення. Під могильним насипом перебувало одне поховання. 
Могильні «дари» дуже бідні: фрагменти кераміки, свердлені кам'яні та крем'яні сокири, ножі. Рідко трапляються цілі посудини (миски, кухлі, дзбанки), інколи прикрашені орнаментом у вигляді заштрихованих трикутників, відбитками шнура. 
Багато матеріалів словацько-могилової культури є характерними для культур шнурової кераміки (бойових сокир) культурно-історичної спільності та мають аналогії в сусідніх її групах. 
Датується словацько-могилова культура раннім періодом доби бронзи в межах 1900—1800 рр. до н. е. Питання походження східнословацької курганної групи є частиною проблеми генези культур шнурової кераміки. 
Нечисленні пастуші племена словацько-могилової культури, ймовірно, прийшли на терени Закарпаття із сточища Сяну (притока Вісли) та Дністра і встановили контакти із землеробським населенням культури Ніршег, асимілювавшись пізніше в місцевому середовищі. 
Носії словацько-могилової культури належали до однієї із груп індоєвропейської мовної сім'ї.